# Bovino
Bovino község (comune) Olaszország Puglia régiójában, Foggia megyében.

## Fekvése
Foggiától délnyugatra, a Dauniai-szubappenninek területén fekszik.

## Története
Bovino története több, mint kétezer évre vezethető vissza. Az i. e. 323-as szamnisz háborúkban a rómaiak ellen lázadó helyi törzseket támogatta, aminek következtében a római seregek elpusztították, majd később Vibinum néven újraalapították. A Római Birodalom bukása után a longobárdok szerezték meg. 663-ban a bizánciak pusztították el, és csak két évszázaddal később, 876-ban építették újra I. Baszileiosz császár parancsára. A 11. században, amikor a normannok Dél-Olaszországba érkeztek, a bizánciak egyik utolsó erődítménye maradt.

## Népessége
A lakosság számának alakulása:

## Főbb látnivalói
- a Duomo (katedrális)
- a Castello Ducale (Hercegi vár)